# Pipistrellus peguensis
Pipistrellus peguensis é uma espécie de morcego da família Vespertilionidae.
Pode ser encontrada nos seguintes países: Myanmar.